# Дотор-Севериану
Дотор-Севериану (порт. Doutor Severiano) — муниципалитет в Бразилии, входит в штат Риу-Гранди-ду-Норти. Составная часть мезорегиона Запад штата Риу-Гранди-ду-Норти. Входит в экономико-статистический микрорегион Серра-ди-Сан-Мигел. Население составляет 6629 человек на 2006 год. Занимает площадь 108,277 км². Плотность населения — 61,2 чел./км².
Праздник города — 10 мая.

## История
Город основан 10 мая 1962 года.

## Статистика
- Валовой внутренний продукт на 2003 год составляет 12 443 089,00 реалов (данные: Бразильский институт географии и статистики).
- Валовой внутренний продукт на душу населения на 2003 год составляет 1887,03 реалов (данные: Бразильский институт географии и статистики).
- Индекс развития человеческого потенциала на 2000 год составляет 0,598 (данные: Программа развития ООН).

## География
Климат местности: полупустыня. В соответствии с классификацией Кёппена, климат относится к категории SA.